# Авангардизъм
Авангардизъм може да се отнася за:
- Авангардизъм – в изкуството. Название на различни течения в съвременната литература и изкуства, които претендират за водеща роля в съответната област на културата. Отхвърля традиционните представи и форми и се стреми към ново развитие на изразните средства и на естетическите схващания. Авангардизъм означава модните форми и течения на декадентската литература и изкуства: антиромана, абстрактната драма, абстрактното изобразително изкуство и др.;
- Авангардизъм – в музиката. Название, обединяващо различни течения в модерната музика на 20 век, от 1910 г. в Италия, по-късно във Франция и други страни. Представителите му претендират за революционно обновяване на музиката, а фактически рушат основите ѝ (ладотоналност, формоизграждане, мелодизъм), изградени през вековете в обществено-историческата практика и осигуряващи осъществяването на социалните и естетическите ѝ функции.